# Marianne Stenstedt
Marianne Stenstedt, född 31 mars 1959, är en svensk författare, poet och sångerska. Hon var tidigare medlem av tjejpunkbandet Fega Påhopp. Hon är dotter till psykiatrikerna Åke Stenstedt och Karin Stenstedt, född Deines.